# Старомар'ївка
Старома́р'ївка (до 2 червня 1945 р. Марієнталь, Старий Марієнталь) — село Мирненської селищної громади Волноваського району Донецької області, Україна. Населення становить 94 особи.

## Загальні відомості
Розташоване на лівому березі р. Кальміус. Відстань до райцентру становить близько 12 км і проходить автошляхом Т 0512. До грудня 2014 р. входило до складу Бойківського району.

## Історія
Лютеранське село, засноване 1873 року під назвою Марієнталь. Засновники 14 сімей із маріупольських колоній. Лютеранські приходи Ґрунау та Розенфельд. Землі 1007 (1915 р. 60 подвір'їв). Два вітряки, цегляна будівля міністерського училища. Сільрада (1936).
7 (20) листопада 1917 року, відповідно до Третього Універсалу Української Центральної Ради, увійшло до складу Української Народної Республіки.  

### Російсько-українська війна
Станом на 2021 рік село Старомар'ївка вже восьмий рік поспіль знаходилось в міжпозиційному просторі (так звана «сіра зона») та було частиною Мирненської об'єднаної територіальної громади. За цей час в селі не було представників української влади.
На цій території існувала низка побутових проблем. Зокрема, із постачанням вугілля для опалення помешкань, із ремонтом частково зруйнованих будівель. Також ускладнений доступ місцевих мешканців до магазинів, а пенсіонерів до місць отримання пенсійного забезпечення тощо.
В жовтні 2021 року Мирненська сільська військово-цивільна адміністрація виступила з ініціативою у наданні допомоги жителями села Старомар'ївки.
Українська сторона СЦКК через СММ ОБСЄ в Україні отримала від незаконних збройних формувань відмову в наданні додаткових письмових гарантій безпеки на час проведення роботи комісії щодо вивчення проблематики та надання допомоги мешканцям Старомар'ївки.
Так 26 жовтня 2021 року з метою охорони робочої групи, яка проводила заходи щодо надання гуманітарної допомоги мешканцям населеного пункту Старомар'ївка та на прохання керівництва місцевої військово-цивільної адміністрації, група військовослужбовців 93-ї механізованої бригади зайняла спостережні пости на околицях населеного пункту Старомар'ївка та забезпечила безпечне перебування цивільних осіб в ньому.
Після завершення роботи гуманітарної місії в той же день, 26 жовтня, усі військовослужбовці 93 бригади, які були залучені до охорони робочої групи, залишили населений пункт Старомар'ївка та повернулися до своїх місць несення служби на лінії зіткнення відповідно до Мінських домовленостей.
Після цих дій у Старомар'ївці, окупаційні сили Росії почали обстрілювати зі 122-мм гармат населені пункти та позиції військових України.
Зокрема, під обстріл потрапило і село Гранітне. Внаслідок обстрілу двоє українських військових було поранено, один з них загинув. У відповідь українськими військовими було вперше застосовано БПЛА Bayraktar TB2 для удару по противнику.

## Населення
| Рік  | Кількість мешканців |
| ---- | ------------------- |
| 1873 | 271                 |
| 1915 | 560                 |

За даними перепису 2001 року населення села становило 305 осіб, із них 37,38 % зазначили рідною мову українську, 61,97 % — російську та 0,66 % — грецьку мову.